# 紅太陽是怎樣升起的
《红太阳是怎样升起的——延安整风运动的来龙去脉》是歷史學家高华关于中國共產黨延安整风运动的历史著作，2000年香港中文大学出版社出版，此后重印数十次。《紅太陽是怎樣升起的》揭示了中共思想改造模式以及有悖于官方主流叙事对延安整风运动的定义，因而成为中华人民共和国禁书。 2020年2月14日，该书获得美国列文森图书奖2020年度特别荣誉奖（honorable mention)。

## 內容概要
本书从肃AB团事件开始叙述至延安整风运动落幕，经此次党内思想得到改造，毛泽东思想通过党章得以确立，同时发生了大量冤假错案，很多到1980年代才得到平反。同时，延安整风中出现的“审干”手法也可在数十年后“文化大革命”中寻得踪迹，权谋政治汇溪成流最终影响数亿中国人的命运，“文化大革命”于焉而生。

## 评论
- 张鸣：“这本书是高华花了20年的心血研究之后写出的几十万字的学术著作，是一本严谨的学术著作。”[8]
- 胡平：“《红太阳是怎样升起的》无疑是中共党史研究的一部经典。”[9]
- 有尚微[10]、马社香[11][12][13]等学者批驳，后者批评该书“毛泽东是中共历史上厉行肃反的始作俑者”等观点[11]，认为该书具有学术硬伤[12]。